# Wapen van Tholen

Wapen van Tholen (sinds 1973)

Het wapen van Tholen is een in 1973 naar aanleiding van een gemeentelijke herindeling opnieuw ontworpen wapen. De Hoge Raad van Adel heeft op 31 juli 1817 voor het eerst een wapen aan Tholen toegekend. Bij de gemeentelijke herindeling op 1 juli 1971 werden de gemeenten Oud-Vossemeer, Poortvliet, Scherpenisse, Sint-Annaland, Sint-Maartensdijk, Stavenisse en Tholen samengevoegd tot een nieuwe gemeente Tholen, wat aanleiding was voor de aanvraag van een nieuw gemeentewapen. Dat is op 27 maart 1973 toegekend. Bij de gemeentelijke herindeling van 1995 waarbij Sint Philipsland bij de gemeente is gevoegd, is het wapen ongewijzigd gebleven.

## Geschiedenis
De naam Tholen verwijst naar de tol die hier geheven werd door de Hertog van Brabant. Voor de tolheffing werden koggen gebruikt. De leeuwen in het wapen verwijzen naar Jan van Beaumont, die in 1316 heer van Tholen werd. Het schip staat op het eerste wapen nogal verwrongen in de schildvoet afgebeeld en is nauwelijks herkenbaar. In het nieuwe wapen is het schip beter afgebeeld. De schildzoom in het wapen van 1973 verwijst naar Borssele en geeft de ligging van de stad aan.

## Blazoen

### Eerste wapen (1817)

wapen van Tholen (1817 - 1973)

De beschrijving van het eerste wapen van Tholen, dat officieel sinds 31 juli 1817 bij de Hoge Raad van Adel geregistreerd staat, luidt als volgt:
IGevierendeeld : I en IV in goud een rode leeuw, II en III in goud een zwarte leeuw; en een schildvoet van goud, beladen met een zwarte onttakelde kogge, waarvan de mast over het wapen heenreikt over de snijlijn. Het schild gedekt door een gouden kroon van 5 fleurons.

### Tweede wapen (1973)
Het huidige blazoen (beschrijving) is van 27 maart 1973 en geldt nog altijd.
Doorsneden : I gevierendeeld : a en d in goud een leeuw van keel, getongd en genageld van azuur; b en c in goud een leeuw van sabel, getongd en genageld van keel, II in goud een kogge van sabel, met een zeil en wimpels van keel; een schildzoom van sabel, beladen met een dwarsbalk van zilver. Het schild gedekt met een gouden kroon van 5 bladeren.
In de heraldische kleuren zijn: keel (rood), azuur (blauw), goud (geel), sabel (zwart) en zilver (wit).

## Verwante wapens
De volgende wapens zijn eveneens afgeleid van het familiewapen van de familie van Borssele:

Het wapen van de heerlijkheid Baarsdorp
Het wapen van Borsele
Het wapen van de heerlijkheid Brigdamme
Het wapen van Ellewoutsdijk
Het wapen van Veere